# Brooke Greenberg
Brooke Megan Greenberg (ur. 8 stycznia 1993 w Baltimore, zm. 24 października 2013 tamże) – amerykańska dziewczynka, która pomimo upływu czasu i wieku pod względem fizycznym i poznawczym do śmierci przypominała niemowlę. Jej wzrost wynosił ok. 76 cm, masa ok. 7,3 kg, a wiek umysłowy oszacowany został na od 9 do 12 miesięcy. Lekarze Greenberg określili jej stan „syndromem X”.
W Stanach Zjednoczonych i w innych częściach świata lekarze zidentyfikowali kilka zbliżonych objawowo przypadków, ale medycy nie potrafili znaleźć wytłumaczenia na takie zaburzenia rozwoju u ludzi.

## Życiorys
Greenberg, która mimo upływających tygodni, miesięcy i lat nie rozwijała się fizjologicznie tak jak jej rówieśnicy, całe życie spędziła w kołysce. Urodziła się miesiąc przed wyznaczonym terminem porodu, a jej masa wynosiła tylko 1,8 kg. Gdy w późniejszym czasie jej matka urodziła młodszą córkę, która mimo różnicy wiekowej wyprzedziła Brooke w rozwoju, rodzice byli już przekonani, że ich starsze dziecko cierpi na jakieś zaburzenie. Cała najbliższa rodzina dziewczynki, czyli rodzice i trzy siostry, nie cierpieli ani na choroby przewlekłe, ani genetyczne. Według ojca dziewczynki jej rozwój fizjologiczny zatrzymał się, gdy miała 4–5 lat. Przez większą część życia Greenberg była pod opieką lekarzy. Medycy próbowali leczyć liczne dolegliwości, z którymi zmagała się dziewczynka. Cierpiała m.in. na problemy ortopedyczne, niewydolność oddechową i wrzody żołądka.

## Specyfika przypadku
Nad rozwiązaniem nierozpoznanej choroby Greenberg prowadzili badania uczeni z South Florida College of Medicine w Tampie (Floryda). Mimo podjętych prób i przebadaniem genomu dziewczynki zespół prowadzony pod kierunkiem dra Richarda Walkera nie rozstrzygnął na co cierpi nastolatka. Po bliższym przyjrzeniu się fragmentowi DNA odpowiadającemu za progerię, medycy ustalili, że choroba Greenberg nie jest odwrotnością tego zaburzenia. 
Zgodnie z podejrzeniami ekspertów spowolniony rozwój u dzieci dotkniętych tymi zaburzeniami zaczyna się jeszcze w łonie ciężarnej kobiety. Według specjalistów rozwój fizjologiczny embrionu może ulec zahamowaniu na okres jednego miesiąca, by po miesiącu ruszyć ponownie. Taka nieprawidłowość (zgodnie ze schematem „krok do przodu, dwa do tyłu”) może trwać też po porodzie i odbywać się przez całe życie dotkniętej schorzeniem osoby.
Eksperci zaobserwowali, że ciało Greenberg dojrzewało w niejednostajnym tempie. Mimo że był to jeden organizm, to w jej przypadku wyglądało to tak, jakby stworzony był z fragmentów będących w różnym wieku. Jej mózg był nieznacznie bardziej rozwinięty niż u czterotygodniowego noworodka, kości dziewczynki były dosyć krótkie, ale przypominały te u dziesięciolatka, a uzębienie wyglądało tak, jak u ośmioletniego dziecka. Z kolei układ oddechowy u Greenberg nie był skoordynowany z przewodem pokarmowym, czego efektem było krztuszenie się, gdy połykała pokarm. Z tego powodu żywienie dziewczynki było realizowane przy pomocy rurki osadzonej w żołądku.
Greenberg nie potrafiła mówić, ale rozpoznawała matkę i umiała sygnalizować (gestem, dźwiękiem) własne potrzeby. Według doktora Walkera Greenberg była pierwszym odnotowanym przypadkiem człowieka z chorobą, którą nazwał „dezorganizacją rozwojową”. Postawił on hipotezę, że stan dziewczynki był spowodowany przez kluczowy dla procesu starzenia się gen (lub ich większą liczbę), który w 2009 roku był nieznany. Według Walkera organizm dziewczynki pozbawiony był „regulatora” zarządzającego zmianami zachodzącymi w nim pod wpływem upływu czasu. Choć w przypadku progerii problem stanowi wadliwa mutacja, to w tej nierozpoznanej chorobie kluczowy jest deficyt nieznanego składnika.